# Superligaen 2000-2001
La Superligaen 2000-2001 è stata la 88ª edizione della massima serie del campionato di calcio danese e 11ª come Superligaen, disputata tra il 22 luglio 2000 e il 13 giugno 2001 e conclusa con la vittoria del FC København, al suo secondo titolo.
La formula del torneo prevedeva che tutte le squadre si incontrassero tra di loro per tre volte.
Il capocannoniere del torneo è stato Peter Graulund del Brøndby con 21 reti.

## Classifica finale
|    | Classifica      | G  | V  | N  | P  | GF | GS | DR  | Pti |
| -- | --------------- | -- | -- | -- | -- | -- | -- | --- | --- |
| 1  | FC København    | 33 | 17 | 12 | 4  | 55 | 27 | +28 | 63  |
| 2  | Brøndby         | 33 | 17 | 7  | 9  | 71 | 42 | +29 | 58  |
| 3  | Silkeborg       | 33 | 15 | 11 | 7  | 49 | 36 | +13 | 56  |
| 4  | Midtjylland (*) | 33 | 14 | 11 | 8  | 54 | 43 | +11 | 53  |
| 5  | Aalborg         | 33 | 13 | 10 | 10 | 51 | 49 | +2  | 49  |
| 6  | Viborg FF       | 33 | 13 | 7  | 13 | 52 | 42 | +10 | 46  |
| 7  | Odense          | 33 | 13 | 7  | 13 | 49 | 45 | +4  | 46  |
| 8  | AGF             | 33 | 13 | 5  | 15 | 54 | 58 | -4  | 44  |
| 9  | Lyngby          | 33 | 12 | 8  | 13 | 40 | 53 | -13 | 44  |
| 10 | AB              | 33 | 8  | 15 | 10 | 43 | 41 | +2  | 39  |
| 11 | Herfølge        | 33 | 7  | 9  | 17 | 41 | 65 | -24 | 30  |
| 12 | SønderjyskE (*) | 33 | 1  | 8  | 24 | 30 | 88 | -58 | 11  |

(*) Squadre neopromosse

## Verdetti
- FC København Campione di Danimarca 2000/01.
- FC København ammesso al secondo turno preliminare della UEFA Champions League 2001-2002.
- FC Midtjylland, Brøndby e Silkeborg ammesse alla Coppa UEFA 2001-2002
- Odense e AGF ammesse alla Coppa Intertoto 2001
- Herfølge e Haderslev FK retrocesse.